# 폴 맬번

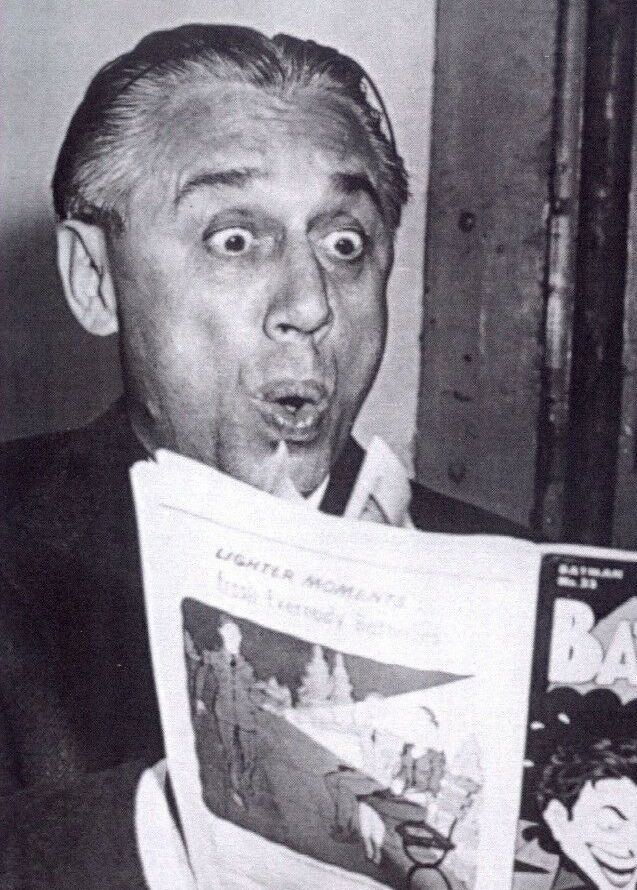

폴 맬번(Paul William Malvern, 1902년 6월 28일 ~ 1993년 5월 29일)은 미국의 영화 프로듀서, 스턴트 배우이다.
포틀랜드에서 태어났으며 노스할리우드에서 사망하였다. 할리우드 포에버 공동묘지에 매장되었다.

## 영화
- 드라큐라의 집 (1945년)
- 알리바바와 40인의 도적 (1944년)
- 프랑켄슈타인의 집 (1944년)
- 하우스 오브 미스터리 (1934년)